# Technomyrmex detorquens
Technomyrmex detorquens är en myrart som först beskrevs av Walker 1859.  Technomyrmex detorquens ingår i släktet Technomyrmex och familjen myror. Inga underarter finns listade i Catalogue of Life.